# Мирослав Косев (актьор)
Вижте пояснителната страница за други личности с името Мирослав Косев.
Мирослав Косев е български театрален и филмов актьор.

## Биография
Роден е на 20 юни 1953 г. в Търново. Възпитаник е на проф. Филип Филипов, чийто клас по актьорско майсторство за драматичен театър завършва през 1979 г. във ВИТИЗ „Кръстьо Сарафов“. Същата година дебютира на сцената на Драматичен театър – Пазарджик в ролята на Джим О‘Конър в „Стъклената менажерия“ от Тенеси Уилямс. Работи в ДТ – Пазарджик до 1986 година, след което става част от трупата на Театър „Българска армия“. Участва още в постановки в Държавен сатиричен театър „Алеко Константинов“, Театър „Сълза и смях“, Младежки театър „Николай Бинев“, Театър „Възраждане“ и др.
През годините е имал възможността да работи с едни от най-авторитетните имена в българската режисура – Леон Даниел, Крикор Азарян, Красимир Спасов, Андрей Аврамов, Здравко Митков, Иван Добчев, от по-младото поколение с Диана Добрева, Стайко Мурджев и др.
Носител е на наградата на Съюза на артистите в България „Икар 2008“ в категорията поддържаща мъжка роля за Сорин в „Чайка“ от А. П. Чехов, режисьор Крикор Азарян на театъра на Българската армия и носител на „Максим“.
Умира на 26 април 2017 г.

## Роли
Участва в над 50 театрални постановки и над 25 игрални филма. Познат е на българската публика най-вече с изявите си на сцената на Театър „Българска армия“, както и с активната си работа в Театър „Мелпомена“.
Той е дългогодишен актьор в трупата на Театър „Българска армия“ Участие в над 50 театрални постановки, сред които са ролите:
- Капулети – „Ромео и Жулиета“ от Уилям Шекспир;
- Мосю Трике – „Евгений Онегин“ по А. С. Пушкин от Юрий Дачев;
- Джеймс – „Кръщене“ от Камен Донев;
- Жак – „Както ви харесва“ от Уилям Шекспир;
- Иванов – „Иванов“ от Антон Чехов;
- Астров – „Вуйчо Ваньо“ от Антон Чехов;
- Ксант – „Езоп“ от Фигередо;
- Том – „Стъклената менажерия“ от Тенеси Уилямс;
- Мати – „Г-н Пунтила и неговия слуга Мати“ от Бертолд Брехт;
- Непознатият – „Последни поръчки“ от Дж. Пристли, реж. Надя Асенова
- Луиджи – „Събота, неделя, понеделник“ от Едуардо Де Филипо, реж. Андрей Аврамов
- Сорин – „Чайка“ от Антон Чехов, реж. Крикор Азарян
- Захария Койчев – „Да отвориш рана“ от Боян Папазов, реж. Иван Добчев
- Княз Фредерик и Княз-изгнаник -
- „Както ви харесва“ от Уилям Шекспир, реж. Красимир Спасов
- „Декамерон“ по Дж. Бокачо, реж. Диана Добрева
- Кръчмаря – „Да разлаем кучетата“ от Емил Атанасов, реж. Иван Урумов
- Джонатан Пийчъм – „Бандитска опера“ по Дж. Гей, реж. Николай Ламбрев–Михайловски
- Марко Петрович – „В полите на Витоша“ от Пейо Яворов, реж. Красимир Спасов
- Бащата – „Да играеш жертвата“ от Братя Преснякови, реж. Диана Добрева

## Телевизионен театър
- „Давид и Голиат“ (1990) (Пелин Пелинов)
- „Виновно време“ (1989) (от Марко Семов, реж. Хараламби Младенов)

## Филмография
- 1981 – Руският консул, 2 серии – даскала
- 1984 – Борис I, 2 серии – Тудор Доксов, син на Докс
- 1984 – Златният век, 11 серии – (в 2 серии – 8 и 11-а)
- 1985 – Забравете този случай
- 1989 – Без драскотина - началникът на полицията Сашо Георгиев
- 1990 – Нощ без теб (тв) - журналистът Стефан Стефанов
- 1991 - Удавникът - поетът Янчо Сотиров / затворникът Симо
- 1993 – Жребият, 7 серии – Татарски
- 1999 – Стъклени топчета - Филип, брат на Чико
- 2002 – 3:33 a.m.
- 2006 – Приятелите ме наричат Чичо (тв) – съдия Минчев
- 2014 – Знакът на българина – (6 серии) Том Ланкастър (Вестоносеца)